# Государственный строй Лаоса
Государственный строй Лаоса определяется действующей Конституцией (статья 2) как народно-демократическая республика, в которой вся власть принадлежит народу, основные категории которого — рабочие, фермеры и представители интеллигенции.
По форме государственного устройства Лаос определяется как неделимое федеративное государство..
Конституция и действующее законодательство предусматривают в стране законодательную, исполнительную и судебную ветви власти с соответствующими полномочиями.

## Законодательная власть
Высшим органом законодательной власти является парламент — Национальная Ассамблея, выборы в которую проходят на основе повсеместного, равного и прямого голосования или тайного голосования. Депутаты Национальной Ассамблеи избираются на 5-летний срок. В полномочия Национальной Ассамблеи входят:
- принятие и изменение законов;
- регулирование налогообложения;
- рассмотрение и утверждение планов социально-экономического развития и государственного бюджета;
- избрание и отрешение от должности президента и вице-президента страны по рекомендации постоянной комиссии Национальной Ассамблеи;

и другие функции.
Национальная Ассамблея имеет право изменять Конституцию страны 2/3 голосов членов Ассамблеи.

## Исполнительная власть
Президент страны избирается Национальной Ассамблеей на 5 -летний срок, для избрания кандидатура президента должна получить поддержку не менее двух третей голосов депутатов Национальной Ассамблеи, присутствующих на заседании. Президент является верховным главнокомандующим вооруженными силами страны, назначает или освобождает от должности премьер-министра на основании решения Национальной Ассамблеи, назначает и освобождает от должностей губернаторов провинций и мэров городов по представлению премьер-министра, присваивает воинские звания высшим чинам вооруженных сил и службы безопасности по рекомендации премьер-министра, осуществляет помилование и ряд других функций.
Правительство страны состоит из премьер-министра, вице-премьер-министров, министров и председателей комиссий министерского уровня. Срок полномочий правительства — пять лет. Правительство реализует политику государства во всех сферах: политической, экономической, социальной, культурной, обороны, безопасности и внешней политики, а также направляет и контролирует деятельность административных структур всех уровней.

## Судебная власть
Судебная система страны состоит из Верховного народного суда, народных провинциальных и муниципальных судов, народных районных судов и военных судов. Вице-президент Верховного народного суда и судьи народных судов всех уровней назначаются и снимаются с должностей постоянной комиссией Национальной Ассамблеи.
Система прокурорского надзора включает генеральную прокуратуру, местные прокуратуры в провинциях, муниципалитетах, районах и военные прокуратуры.